# Station Köln Frankfurter Straße
Station Köln Frankfurter Straße (Duits: Bahnhof Köln Frankfurter Straße) is een S-Bahnstation in het stadsdeel Gremberghoven van de Duitse stad Keulen. Het station ligt aan de spoorlijn aansluiting Flughafen Nordwest - aansluiting Porz-Wahn Süd.

## Treinverbindingen
| Serie | Treinsoort                  | Route | Bijzonderheden                                                                                          |
| ----- | --------------------------- | --- | --- |
| S 19  | S-Bahn (DB Regio NRW)       | (Aachen Hbf – ) Düren – Horrem – Köln-Ehrenfeld – Köln Hbf – Köln Frankfurter Straße – Köln/Bonn Luchthaven – Troisdorf – Siegburg/Bonn – Hennef (Sieg) – Eitorf – Au (Sieg) | Rijdt alleen twee keer per nacht tussen Aachen Hbf en Düren. Dienstregeling S19 geldig vanaf 10-12-2023 |
| RB 25 | Regionalbahn (DB Regio NRW) | Köln Hansaring – Köln Hbf – Köln Frankfurter Straße – Rösrath – Overath – Dieringhausen – Gummersbach – Meinerzhagen – Brügge (Westf) – Lüdenscheid                          | Oberbergische Bahn Köln-Engelskirchen 2x per uur, 1x per uur van/naar Lüdenscheid                       |